# Persecució dels homosexuals a l'Alemanya nazi

El Triangle rosa, símbol amb el qual es marcava als homosexuals en els camps de concentració nazis.

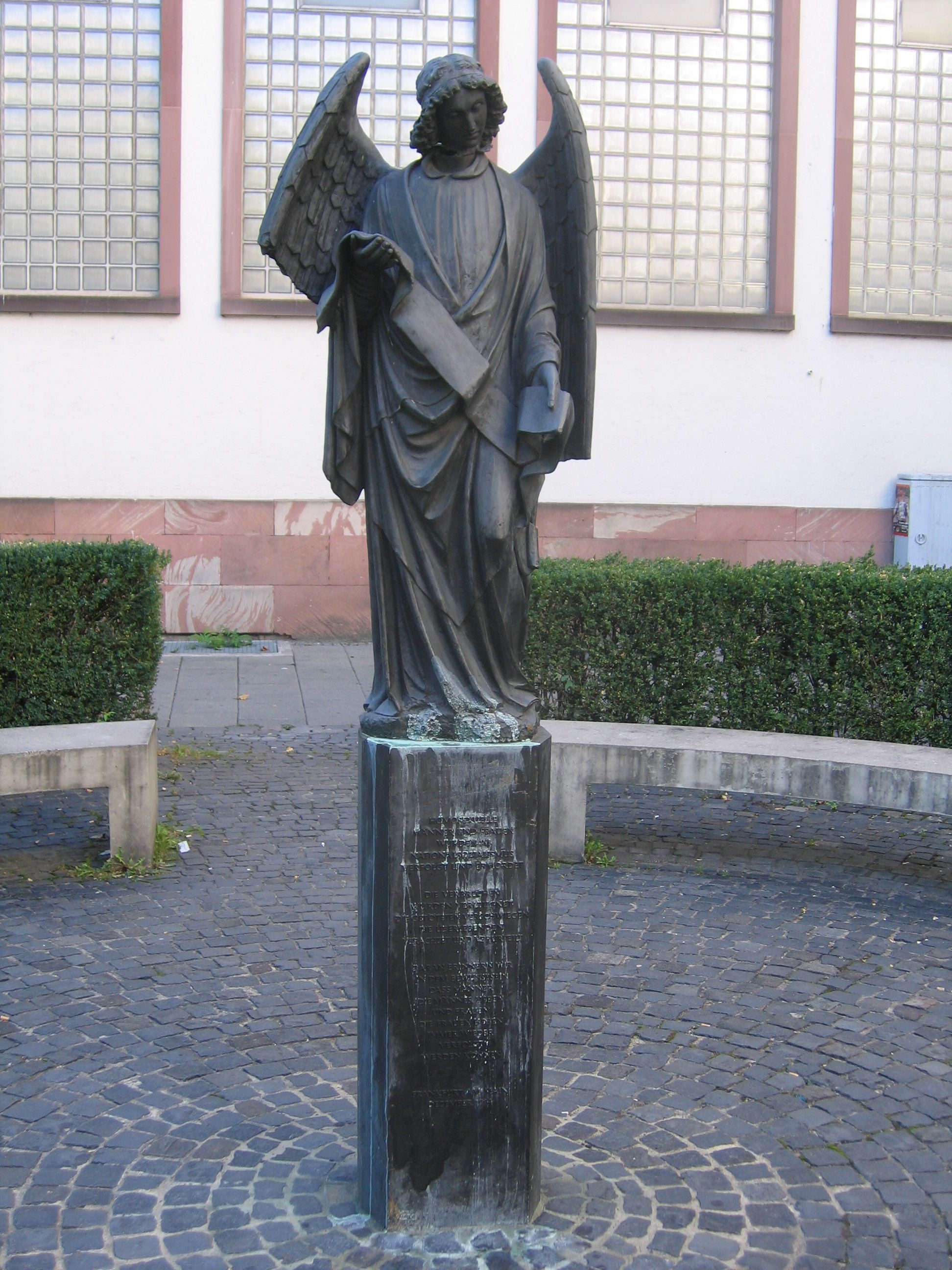
Àngel de Frankfurt

La persecució dels homosexuals a l'Alemanya nazi es va fonamentar principalment sobre la premissa que l'homosexualitat era incompatible amb la ideologia nacionalsocialista perquè els homosexuals no es reproduïen i, per tant, no perpetuaven la raça ària. L'homosexualitat constituïa una de les proves de degeneració racial que, a més, es transmetia per vici d'uns individus a uns altres; per això les autoritats havien de posar tots els mitjans al seu abast per evitar la seva extensió.
El Frankfurter Engel (àngel de Frankfurt) va ser el primer monument d'Alemanya en memòria dels homosexuals perseguits pel nazisme i, posteriorment, pel paràgraf 175 del codi penal alemany. Com el seu nom indica el monument és l'estàtua d'un àngel subjectant una banda. L'obra va ser el primer monument commemoratiu de les víctimes homosexuals de l'holocaust a Alemanya. Els següents en ser erigits a Alemanya van ser el Triangle rosa de Colònia (1995) i el Monument als homosexuals perseguits pel nazisme de Berlín (2008).
A la base de l'estàtua hi ha una inscripció en alemany que diu: "Els homes i dones homosexuals van ser perseguits i assassinats durant el règim nacionalsocialista. La matança va ser ocultada i negada, menyspreant i condemnant als supervivents. Per això els recordem i als homes que estimen altres homes i les dones que estimen altres dones que sovint encara segueixen sent perseguits. Frankfurt del Main. Desembre 1994." La inscripció al·ludeix al fet que els homosexuals no només van ser perseguits durant el règim nazi, sinó que l'article 175 va seguir vigent i no es va reformar la prohibició respecte a les pràctiques homosexuals entre adults fins a 1973, servint per condemnar fins i tot als supervivents dels camps de concentració. Fins que va ser derogat completament el 1994. Això va causar que els homosexuals no poguessin fer durant anys cap reclamació i fossin l'últim grup de víctimes a ser oficialment reconegut.

## Tolerància durant la República de Weimar
Encara que durant la república de Weimar el codi penal alemany condemnava les pràctiques homosexuals masculines, per mitjà de l'article 175, la pressió policial a les grans ciutats era baixa. Berlín era considerada una ciutat liberal, amb molts locals, cabarets i clubs nocturns gais. Ja al començament de la república s'havia format fins i tot un moviment reivindicatiu dels drets dels homosexuals que va tenir el seu origen en l'Institut für Sexualwissenschaft (Institut per a la recerca sexual) dirigit per Magnus Hirschfeld i el Comitè científic humanitari, en el qual també col·laborava Hirschfeld.
En aquest període d'entreguerres van sorgir altres organitzacions gais. Hans Kahnert, insatisfet amb l'enfocament científic de les organitzacions de Hirschfeld, va fundar en els anys 1920 l'Associació de l'Amistat Alemanya destinada a formar llaços de companyonia entre els homosexuals alemanys. Va obrir un centre a Berlín amb reunions setmanals i publicant un butlletí també setmanal anomenat Die Freundschaft (L'amistat). El 1921 l'associació va llançar una crida a l'acció perquè els homosexuals alemanys participessin en la reforma legal:
| «                                           | Homosexuals, coneixeu les raons que motiven als vostres oponents. També sabeu que els vostres líders i els vostres advocats han treballat dur i incansablement durant dècades per eliminar els prejudicis, difondre la veritat, reivindicar els vostres drets; i aquests esforços no han estat del tot en va. Però la conclusió final és que vosaltres mateixos heu de reivindicar els vostres drets. En última instància, la justícia només serà el fruit del vostre esforç. L'alliberament dels homosexuals només pot aconseguir-se gràcies a l'esforç dels propis homosexuals. | » |
| — Yearbook for Sexual Intermediates, vol.21 | |   |

La gran llibertat de premsa que va haver-hi durant la república de Weimar va provocar una explosió de material imprès sobre l'homosexualitat, com Der Eigene editada per un altre grup de defensa dels drets dels gais, Gemeinschaft der Eigenen. Durant el període d'entreguerres es van publicar trenta diaris, revistes i butlletins diferents dirigits a homosexuals. Van aparèixer novel·les i llibres de tota classe. El 1919 es va realitzar la pel·lícula Anders als die Andern (Diferent de la resta), interpretada per Conrad Veidt, que narra la història d'un homosexual víctima de xantatge que va a la recerca d'ajuda a un metge famós (interpretat pel mateix Magnus Hirschfeld); segons sembla els xantatges a homosexuals eren una autèntica indústria a Alemanya. I el 1921 es va fundar el grup de teatre homosexual Theater des Eros.
Però el canvi de clima va començar a notar-se el 1920 quan Hirschfeld va ser agredit per antisemites a Múnic, un assalt recollit amb gaubança per la premsa nazi. Hirschfeld va sofrir un altre atemptat el 1923, durant una conferència a Viena un jove li va disparar i va ferir diverses persones més.
El 1928 la lluita per anul·lar l'article 175 del codi penal, que condemnava les relacions homosexuals, estava en el seu apogeu. Es va demanar als partits polítics alemanys que declaressin la seva opinió sobre aquest tema. Un any més tard, Hirschfeld havia convençut a un comitè parlamentari perquè sotmetés al Reichstag un projecte de llei per eliminar l'article 175. Tots els delegats dels altres partits polítics alemanys, inclòs el partit comunista alemany, van votar a favor de la retirada de l'article 175 en la votació del comitè. El parlament estava virtualment a punt de reformar el codi quan l'enfonsament de la borsa de Nova York (Crack del 1929), la crisi financera mundial que va seguir i l'annexió d'Àustria, van acabar amb el nou projecte de llei.

## Decadència i desaparició del moviment homosexual

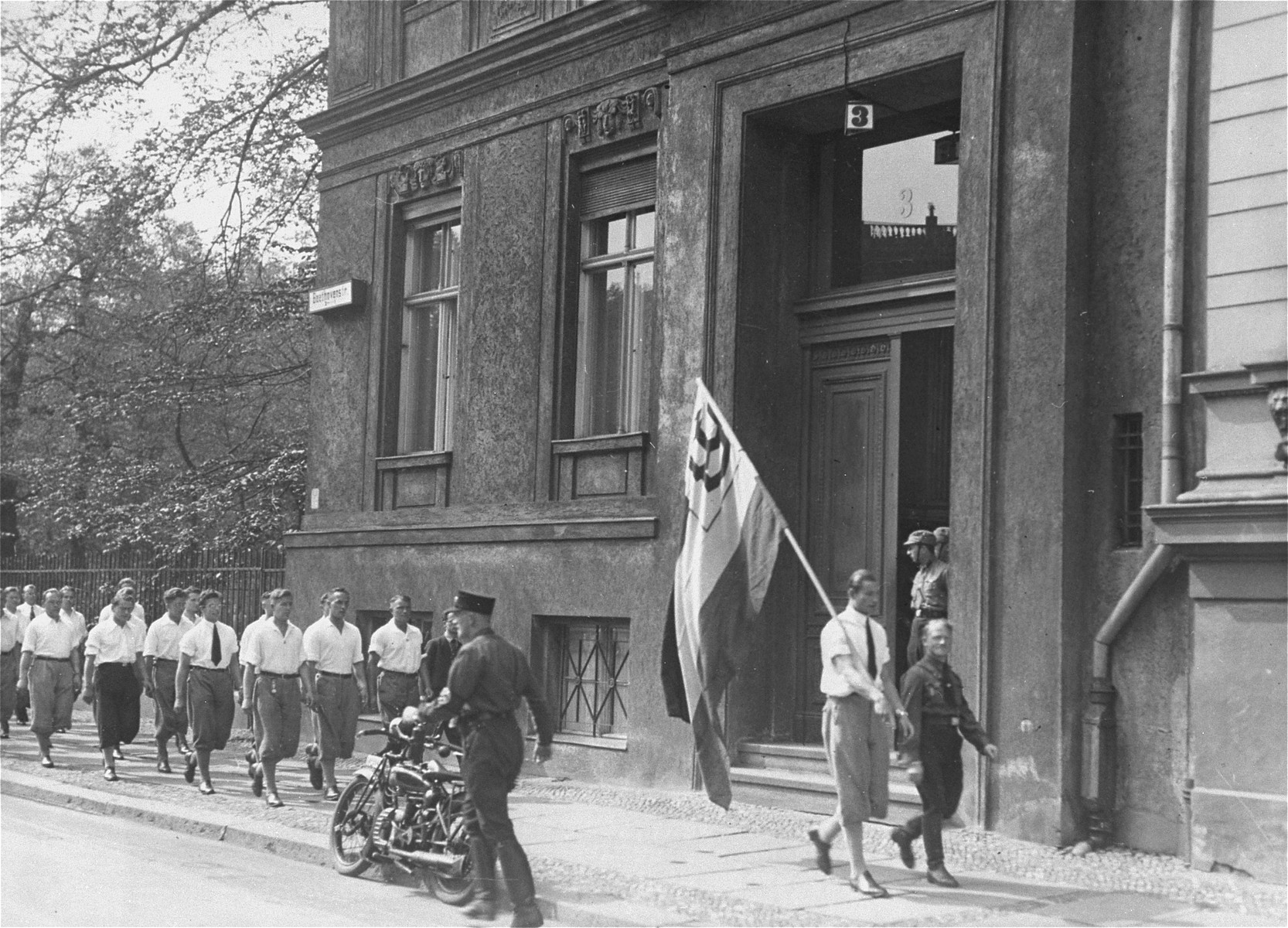
Estudiants de la Deutsche Studentenschaft, organitzada pel partit nazi, desfilen davant de l'Institut für Sexualwissenschaft a Berlín el 6 de maig de 1933 - abans de saquejar i confiscar els arxius, llibres i fotos per cremar-les.

El moviment homosexual es trobava en decadència des de finals de la dècada del 1920. No haver aconseguit l'eliminació de l'article 175 havia estat una decepció després d'haver aconseguit el primer tràmit. L'eliminació mai va arribar a realitzar-se: el 1930 Alemanya va començar a igualar el seu codi penal amb el d'Àustria, que exigia el manteniment de l'article; les discussions van continuar fins a l'arribada al poder de Hitler.
El 1930 l'NSDAP ja havia aconseguit ser la segona major força al parlament i les SA començaven a actuar als carrers. L'ambient era tan perillós que Hirschfeld no va tornar el 1932 d'un dels seus viatges a l'estranger i es va dirigir directament a l'exili, a Suïssa. El 1932 va morir Radszuweit, un dels grans pilars del moviment homosexual, i el 1933 va morir Richard Linsert, que havia estat molts anys secretari i un dels elements fonamentals del Comitè Científic Humanitari, que es va dissoldre després de la seva mort.
A partir de l'arribada de Hitler al poder el gener de 1933 es precipiten els esdeveniments. Al febrer, el Ministeri de l'Interior de Prússia va ordenar el tancament de tots els locals i revistes que estiguessin relacionades amb els homosexuals. Al maig l'Institut für Sexualwissenschaft va ser tancat, saquejat, i la seva biblioteca va cremar al costat d'altres obres «contràries a l'esperit alemany» el 10 de maig de 1933. Al juny es dissolen definitivament les associacions d'homosexuals.

## Pensament ideològic nazi
L'homofòbia de l'NSDAP, Partit Nacionalsocialista Alemany dels Treballadors o, com se li ha anat coneixent, partit Nazi, queda inicialment en segon pla enfront de l'antisemitisme, que és el seu front de batalla més visible. Com a exemple, ni al programa de l'NDSAP, ni en el Mein Kampf es troben frases explícites en contra de l'homosexualitat. El 1928, a una pregunta de la revista Der Eigene, l'NSDAP va respondre:
| «       | Gemeinnutz vor Eigennutz! Nicht nötig ist es, donaß Du und ich leben, aber nötig ist es, daß der deutsche Volk lebt. Und leben kann es nur wenn es kämpfen will, denn leben heißt kämpfen. Und kämpfen kann es nur, wenn es Zucht übt, vor allem in der Liebeslust. Unzüchtig ist freie Liebe. Darum lehnen wir sie ab, wie wir alles ablehnen, was zoom Schaden für unser Volk ist. Wer gar mannmännliche oder weibweibliche Liebe denkt, ist unser Feind. Alles, was unser Volk entmannt, zoom Spielball unser Feine macht, lehnen wir ab, denn wir wissen, daß Leben Kampf ist [...] | L'interès de la comunitat per davant de l'interès propi! No és necessari que tu i jo visquem, però és necessari que visqui el poble alemany. I només pot viure si vol lluitar, perquè viure significa lluitar. I només pot lluitar si es manté jove. Però només es pot mantenir jove si manté la disciplina, sobretot enfront de la luxúria. L'amor lliure és obscè. Per això el rebutgem, tal com rebutgem el que danya al nostre poble. El qui pensa en l'amor entre homes o entre dones és el nostre enemic. Rebutgem tot el que castra al nostre poble, que el converteix en joguina dels nostres enemics, perquè sabem que la vida és lluita [...]. | » |
| — NSDAP | | |   |

Poc més tard, el 1930, el Völkischer Beobachter, òrgan oficial de l'NSDAP, comparava els homosexuals amb el pitjor de l'ànima dels jueus i recomanava tractar-los com a criminals aberrants.
L'actitud dels primers anys de l'NSDAP es pot dividir en tres corrents principals:
- El primer corrent advocava per l'acceptació de l'homosexualitat i l'eliminació de l'article 175, el cap visible més conegut del qual era Ernst Röhm, cap de les SA i ell mateix homosexual.
- El segon corrent seria el representat per Hitler mateix, que personalment no semblava tenir res en contra dels homosexuals, mentre fossin discrets.
- Finalment estaven aquells que eren profundament homòfobs, entre els quals hi havia Heinrich Himmler, qui arribaria a ser cap de les SS (Schutzstaffel).

La persecució dels homosexuals sota el règim nazi, malgrat els esforços d'una part dels dirigents del partit, sobretot Himmler, d'estendre-la i augmentar-la, mai va arribar a tenir el caràcter sistemàtic ni els mètodes a gran escala que es van emprar per a l'eliminació d'altres grups, sobretot comparat amb el cas dels jueus. No va existir un pla generalitzat d'assassinat de tots els homosexuals i només una petita proporció dels homosexuals van acabar detinguts o en els camps de concentració. Una altra diferència amb el cas jueu és que els homosexuals només van ser perseguits en el Reich i els territoris annexionats, no als territoris ocupats. Una completa bibliografia es pot trobar en Existeixen diverses raons per a aquesta conducta. D'una banda, el règim perseguia «actes», encara que fossin suposats, i no «tendències», distingint clarament entre els homosexuals «seduïts», que es podien «guarir» per castració o altres mètodes, i els «irrecuperables». Per exemple, l'autor Fried Lampe va veure censurat i segrestat el seu llibre Am Rande der Nacht (1933, Al caient de la nit) pel règim nazi, ja que incloïa escenes homosexuals. Lampe va poder seguir treballant i publicant a Berlín malgrat la seva coneguda homosexualitat. També existeixen casos documentats en els quals els veïns van defensar a acusats i van evitar la seva detenció. En general, als homosexuals els era possible l'ocultació o fins i tot la realització de matrimonis més o menys de conveniència.
D'altra banda, l'homosexualitat de Röhm va ser emprada en aquests primers anys per l'oposició per atacar a l'NSDAP. Sobretot va ser el periòdic Münchener Post de tendència socialdemòcrata, però també uns altres com el Welt am Montag, els que van aprofitar la detenció de Röhm el 1931 per l'article 175 per ridiculitzar a les Sturmabteilung. També periòdics estrangers, exiliats o intel·lectuals van emprar l'estratègia, com Bertolt Brecht, que en versos es burlava que Hitler havia perdut durant la nit dels ganivets llargs, el 30 de juny de 1934, un antic amant (Ernst Röhm). El tema de l'homosexualitat de Hitler ha estat reprès posteriorment per l'historiador alemany Lothar Machtan en el seu llibre El secret de Hitler (2001), que ha estat criticat com a dubtós per altres historiadors com Hans Mommsen i Ian Kershaw.

## La nit dels ganivets llargs i l'assumpte Fritsch

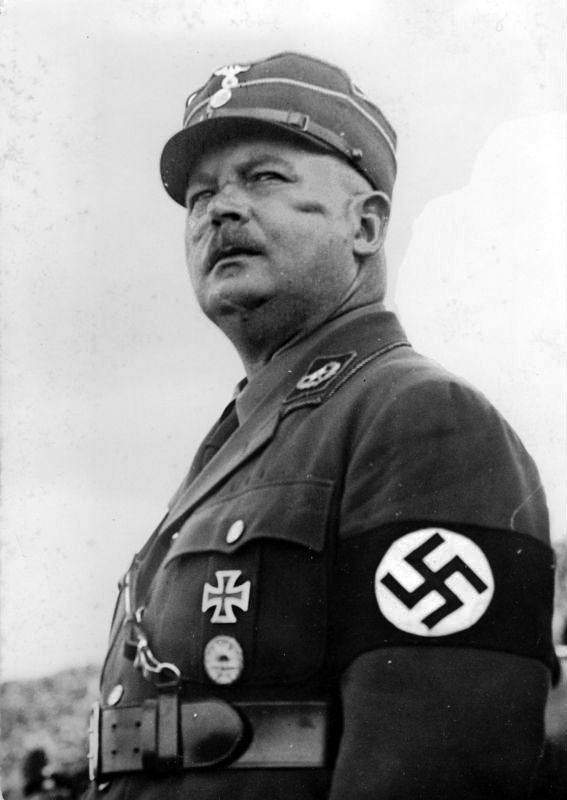
Ernst Röhm va ser el principal dirigent de les SA. Les seves ambicions polítiques i el recel que inspirava en els caps nazis van ser uns dels principals motius que van portar a l'Operació Colibrí.

Des de l'arribada de Hitler al poder, les SA i la Gestapo eren propietàries del carrer i van començar les persecucions, detencions i deportacions a camps de concentració de jueus, comunistes, socialdemòcrates, sindicalistes i tot aquell que s'oposés al nou règim. Els homosexuals inicialment no es van veure excessivament perjudicats pel canvi de règim; per exemple, dels 2.450 detinguts preventius que hi havia el 10 d'abril de 1934 a Baviera, només 10 ho eren per «vida viciosa». Alguns jutges nazis afirmarien més tard que això era degut en part a la por a Röhm.
Röhm s'havia convertit en una de les persones més poderoses del règim, cap de les SA, un autèntic exèrcit paral·lel d'uns 400.000 membres, i ministre sense cartera des de desembre de 1933. Hitler li havia assegurat en diverses ocasions la seva estima, l'última vegada al començament de juny de 1934; però sembla que el seu excessiu poder i les seves veleitats revolucionàries havien començat a ser incòmodes per a la burgesia i sobretot per l'exèrcit. El 29 de juny de 1934, en un incident que s'ha anomenat «La nit dels ganivets llargs», Hitler, amb l'ajuda de Rudolf Heß, Joseph Goebbels i un grup de les SS, van viatjar a Múnic amb avió per assassinar als capitosts de les SA, alhora que s'ajustaven els comptes amb alguns opositors del règim, en total, unes 100 persones. Röhm, que havia estat expulsat de l'associació d'oficials alemanys el dia anterior, va ser detingut, enviat a la presó de Stadelheim i allà va ser assassinat per Theodor Eicke, pertanyent a les SS i comandant del camp de concentració de Dachau. Durant la purga també va ser assassinat Karl Ernst que, juntament amb Paul von Röhrbein i Röhm, formava la «tríada» homosexual de les SA. La justificació donada per Hitler va ser un intent de cop d'estat per part de Röhm i les SA, però no es va oblidar d'esmentar l'homosexualitat de Röhm i la cúpula dirigent, acusant-los veladament de perversió de menors.
Els majors perdedors de l'incident van ser els homosexuals: a partir d'aquest moment la retòrica anti-homosexual va passar a formar part del discurs nazi, que va ser útil a Hitler en l'anomenat escàndol Blomberg-Fritsch. El gener de 1938 es va descobrir que el general Werner von Blomberg, Ministre de la Guerra, s'havia casat amb una dona que estava registrada a Berlín per prostitució. Blomberg va haver de dimitir. Fritsch, en aquell temps Comandant en Cap (Oberkommando der Heeres) i un dels candidats a succeir al Ministre de la Guerra juntament amb Göring i Himmler, no era tan afecte a Hitler com Blomberg i en canvi molt popular a l'exèrcit. Malgrat haver ordenat destruir una acta sobre l'homosexualitat de Fritsch que li havia presentat Göring el 1936, Hitler va ordenar immediatament la reconstrucció d'aquesta mateixa acta per emprar-la contra el coronel general. Fritsch, detingut per la Gestapo, es va negar a confessar-se culpable a canvi del perdó i el 10 de març va ser sotmès a un judici. Durant el judici, que no va ser públic, es va demostrar que havia estat confós amb un altre «von Fritsch» i se li va declarar innocent, però el dany ja estava fet: Hitler havia anunciat el 5 de febrer als generals les raons de la destitució de Fritsch, que mai va arribar a recuperar el seu lloc.
L'homofòbia va ser emprada de nou entre 1936 i 1938 per afeblir el poder de l'Església catòlica en els anomenats Klosterprozessi. En una campanya conscient, diversos religiosos i creients van ser acusats d'homosexualitat i alguns fins i tot condemnats.

## Persecució dels homosexuals: la recrudescència de l'article 175

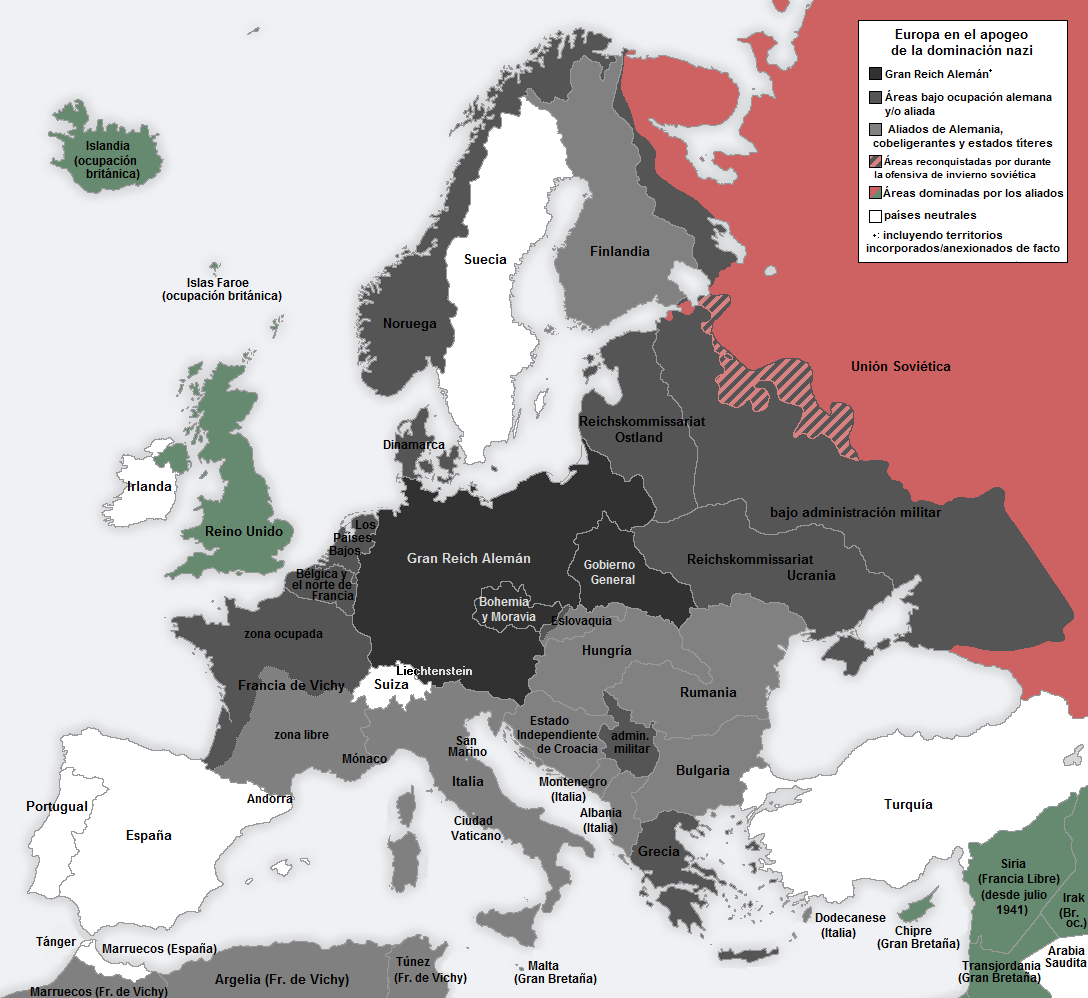
Distribució territorial d'Europa el 1941/42. En el mapa es poden veure els territoris sota administració alemanya.

Gairebé exactament un any després de l'assassinat de Röhm el règim va empitjorar l'article 175: a partir d'aquest moment, no es condemnaria només la penetració, sinó també qualsevol altra acció «habitual» entre homosexuals, independentment de la tècnica sexual utilitzada; per exemple, la masturbació en presència d'un altre home o el tocament amb intenció «viciosa» van passar a ser delicte. A més, es van afegir l'article 175a, per a casos «amb agreujant» (prostitució, ocupació de posició de poder o violència, sexe amb menors de 21 anys), i l'article 175b per la zoofília. La nova llei va entrar en vigor el 14 de juny de 1935. En els anys següents es va continuar discutint empitjorar encara més l'article 175, però el veto de Hitler, que no considerava apropiat un canvi de legislació amb el país en guerra, va evitar la seva entrada en vigor. La modificació de la llei i una major activitat policial van incrementar dràsticament el nombre de detinguts entre 1936 i 1938. El 1939, en plena Guerra, els tribunals militars van començar a jutjar a soldats per l'article 175. En total, entre 1933 i 1945 van ser jutjats uns 100.000 homes, dels quals aproximadament la meitat van ser condemnats, alguns a mort.
Una de les primeres conseqüències de la Nit dels ganivets llargs va ser una «neteja» d'homosexuals a l'NSDAP i el Govern, de les quals es va encarregar un òrgan especial dirigit per Josef Meisinger, sota ordres directes de Himmler. Al juny de 1936, per ordre de Himmler, es va crear la Reichszentrale zur Bekämpfung der Homosexualität und der Abtreibung (Central del Reich per a la Lluita contra l'Homosexualitat i l'Avortament) com a part de la Gestapo (Policia secreta) i a l'octubre de 1939 va passar a dependre del Reichskriminalpolizeiamt (Policia criminal). L'adreça de la Reichszentrale, inicialment en mans de Meisinger, va passar al març de 1936 a Erich Jacob, al que es va unir el psiquiatre i neuròleg Carl Heinz Rodenberg com a director científic. Tots dos van dirigir la central fins a l'any 1945, però no van sofrir cap mena de conseqüències després de la Guerra. L'objectiu principal de la Reichszentrale era la recopilació i el registre central de les fitxes d'homosexuals, les anomenades llistes roses. El 1939 posseïen 33.000 fitxes, el 1940 42.000. Aquest mateix any, 1940, Himmler, en aquell temps cap de la policia alemanya, va ordenar «detenir de forma preventiva, després del compliment de la seva condemna, a tots aquells homosexuals que hagin seduït a més d'un amant», la qual cosa sovint significava un trasllat als camps de concentració després d'haver sortit de la presó.
El 1941 Hitler va emetre una ordre secreta per la qual establia l'execució de tots els membres de les SS i de la policia que realitzessin accions «luxurioses» amb un altre home, independentment de l'edat de tots dos. Amb això, Hitler sostreia a les SS i a la policia del sistema judicial normal i, per a casos que afectessin a l'article 175 i 175a, introduïa una legalitat específica en tribunals especials. El nombre de persones que van ser executades com a conseqüència d'aquesta ordre és desconegut.

### Legislació a Àustria
Àustria, malgrat l'annexió, va mantenir la seva pròpia legislació, en aquest cas l'article 129 I b de 1852, que condemnava la Unzucht wider die Natur («luxúria contra natura») a cinc anys de presó sense distinció d'edat. El delicte, malgrat portar el mateix nom que l'Alemany de 1935, era diferent. Per exemple, els tocaments no eren delicte, perquè es considerava que havia d'haver-hi una «col·laboració activa» perquè existís el tal delicte; en canvi, incloïa actes masturbatoris. L'article 129 I b parlava de «luxúria contra natura […] amb persones del mateix sexe», la qual cosa incloïa a les dones, al contrari que la llei alemanya.
El 1940 el Tribunal Suprem del Reich a Leipzig, que el 1939 s'havia convertit en tribunal suprem per a Alemanya i Àustria, va decidir unificar la definició de «luxúria contra natura», prenent l'alemanya. En conseqüència, la situació legal dels homosexuals va empitjorar considerablement: a partir d'ara el tocament dels genitals passava a ser delicte. A causa que l'article 129 I b no feia distinció d'edat i la legislació austríaca considerava als joves com a responsables penalment des dels 14 anys, els joves de 14 a 16 anys eren tractats pels jutjats per a adults. La situació per als joves es va suavitzar lleugerament el 1943 amb el Reichsjugendgesetz («Llei de joventut»), que fixava els càstigs per a menors de 21 anys.

### Legislació en els Sudets i en el Protectorat de Bohèmia
Després de l'annexió dels Sudets el 1938, una part va passar a dependre d'Àustria, una altra de Baviera i una altra de Saxònia, prenent les lleis respectives. La resta del territori va formar el Gau dels Sudets, el Sudentengau. En el Sudetengau es va mantenir la legislació txec-austríaca fins a l'1 de març de 1939, data en la qual es va introduir el dret penal alemany, amb l'excepció de tots aquells delictes que no estiguessin prevists en el dret alemany. Aquesta excepció tenia com a conseqüència que l'homosexualitat femenina va seguir sent delicte. La cosa encara era més complicada, ja que aquests canvis afectaven només als alemanys, que obtenien la ciutadania alemanya, i els txecs que fossin nadius de la zona; aquells txecs que s'haguessin assentat recentment seguien amb les lleis txec-austríaques. És a dir, una part dels habitants es legislaven per l'article 175 del dret penal alemany i una altra part per l'article 129Ib del dret austríac.
En el Protectorat de Bohèmia i Moràvia la situació era similar. Els alemanys ètnics van obtenir la ciutadania alemanya i van passar a regir-se per l'article 175, mentre que la resta de la població seguia amb l'article 129Ib. I de nou, l'homosexualitat femenina no va deixar de ser delicte per a les alemanyes, per les mateixes raons que en els Sudets. En canvi, la situació dels joves alemanys ètnics va millorar, ja que l'article 175 feia una distinció per edats. Igual que va ocórrer a Àustria, el Tribunal Suprem del Reich va decidir el 1940 que la definició de «luxúria contra natura» havia d'equiparar-se a l'alemanya, empitjorant aquí també la situació dels homosexuals.

### Legislació al Govern General
L'1 de setembre de 1939 va començar la invasió de Polònia per les tropes nazis. Ja a l'octubre es va decidir que s'aplicaria el dret penal alemany en els jutjats militars i especials a Polònia, mentre que per a aquells delictes que no caiguessin sota la seva jurisdicció es continuaria amb el dret polonès. Malgrat això, els jutges alemanys introduïts a Polònia aplicaven el dret alemany, la qual cosa es va oficialitzar al juny de 1940, inicialment solament per a ciutadans alemanys i Schutzangehörige polonesos (aquells que es podien «germanitzar»). Això implicava un empitjorament de la situació dels homosexuals, ja que el dret polonès, inspirat en el francès, no condemnava les relacions homosexuals de mutu acord entre adults, encara que sí en cas de relacions sexuals amb menors, ús de violència o xantatge o prostitució. Així, a partir de juny de 1940 es va passar a aplicar l'article 175 a Polònia, situació que va empitjorar el 1941, quan es van agreujar les condemnes per a tots els polonesos, en un intent d'instrumentalitzar les lleis per «netejar» Polònia de polonesos.
El 1942 Himmler va ordenar que tots aquells polonesos que cometessin delictes de «sodomia» i uns altres, com «avortament» o «zoofília», en territori Alemany no fossin perseguits judicialment, sinó que fossin expulsats a territori «no Alemany», és a dir al Govern General, tret que haguessin comès el delicte amb un alemany. Això incloïa els territoris de Polònia que havien estat annexionats recentment a Alemanya. El mateix tractament havia de ser donat als polonesos que realitzaven treballs forçats a Alemanya i Àustria. D'aquesta forma, els homosexuals polonesos van sortir beneficiats de l'ordre executiva de Himmler de 1942, que suposava en altres aspectes, un empitjorament considerable de la situació dels polonesos en general.

### Situació a França
Després de la invasió nazi el 1940, França va ser dividida en diverses zones. Els departaments Nord i Pas de Calais van ser col·locats sota el govern nazi a Bèlgica. L'àrea del sud-est, fronterer amb Itàlia, va ser lliurat a Mussolini. Els departaments de Mosel·la, Baix Rin i Alt Rin, encara que formalment no van ser annexionats per Alemanya, amb caràcter general van passar a formar part del Reich sota el nom d'«Alsàcia-Lorena». A Alsàcia i Lorena, els homosexuals van ser tractats igual que a la resta d'Alemanya i s'han rastrejat 22 judicis. El cas més conegut és el de Pierre Seel, un dels pocs supervivents del triangle rosa que ha explicat la seva història.
La resta de França es dividia entre la «Zona ocupada», sota administració militar alemanya, i al sud la «Zona lliure». El cap d'estat nominal d'ambdues zones era el general Henri Philippe Pétain, i encara que efectivament només va tenir poder real a la Zona lliure fins a l'any 1942, quan les tropes alemanyes van ocupar el sud, va mantenir el seu càrrec fins al final de la Guerra. Malgrat que el govern de Pétain va donar suport a la política d'extermini alemanya, no va haver-hi grans persecucions d'homosexuals, tal com han demostrat en els seus estudis Michel Celse, Pierre Zaoui i Michael D. Sibalis. L'homosexualitat era legal a França des de 1810, fet que no va canviar després de l'ocupació, malgrat la modificació de l'article 334 del codi penal, que elevava l'edat de consentiment per a relacions homosexuals als 21 anys. El canvi s'emmarcava en un intent de «renovació de la moral» per part del govern, que temia que els cadets en els ports de Brest, Toló i Marsella caiguessin en la prostitució i la desmoralització. La llei es va mantenir després de la Guerra, encara que com a article 331, fins a la seva derogació el 4 d'agost de 1982.

### Situació als Països Baixos
Els Països Baixos, sota influència il·lustrada francesa, havien legalitzat l'homosexualitat al començament del segle xix, malgrat que existís en el codi penal l'article 248bis de 1911, que col·locava l'edat de consentiment per a relacions homosexuals als 21 anys. El 31 de juliol de 1940, deu setmanes després de la invasió, les autoritats alemanyes van introduir l'Ordre n° 81 per a la lluita contra el «vici contranatura» (widernatürliche Unzucht), que pràcticament copiava la llei alemanya. Les relacions homosexuals entre adults holandesos es podien condemnar amb una pena de fins a quatre anys de presó. En el cas de prostitució o abús de poder, l'homosexualitat es podia condemnar fins a deu anys de presó. Els anomenats «joves prostituts» (Strichjunge) podien ser condemnats a fins a tres anys de treballs forçats. A principis de 1941, les autoritats alemanyes van reestructurar la policia holandesa, centralitzant-se la policia criminal a la Haia sota les ordres del SS-Hauptsturmführer Oskar Wenzky. El departament encarregat de lluitar contra l'homosexualitat era la Inspecció II.D.3, la «Central per a la lluita contra l'homosexualitat».
Cap a mitjan 1943 ja s'havien donat tots els passos per a una persecució a gran escala dels homosexuals. No obstant això, entre agost de 1940 i desembre de 1943, no s'han trobat més que 138 judicis per homosexualitat, dels quals 90 van ser declarats culpables, 50 van ser empresonats i 10 van ser tancats en manicomis per «altres» problemes mentals. El relatiu baix nombre de perseguits s'explica perquè les accions operatives estaven en mans de la policia neerlandesa, que tenia recursos limitats i altres fronts oberts en la deportació de jueus i la resistència, en la qual també participaven homosexuals, com Nico Engelschman.

### Altres territoris ocupats
Es desconeix la política seguida als territoris ocupats d'Ucraïna, l'Ostland i Noruega. A Bèlgica, Dinamarca, Sèrbia, Grècia i les zones operatives militars (costa adriàtica, front soviètic i l'Alpenvorland, és a dir, els Prealps) no es van prendre mesures per a la criminalització de l'homosexualitat. En general, en cap d'aquests territoris va haver-hi una persecució massiva i sistemàtica dels homosexuals.

## «Tractaments» mèdics
El moviment nacionalsocialista va radicalitzar el determinisme biològic que havia vingut desenvolupant-se des de finals del segle xix i començaments del xx. Segons aquest pensament, determinades persones, principalment criminals, «asocials» i deficients mentals, heretaven les seves característiques de generació en generació i la possibilitat de tractament o «cura» era pràcticament inexistent. Així, l'única solució per lliurar a la societat d'aquests elements inútils o fins i tot perjudicials era l'internament, l'esterilització o l'eliminació. Per als ideòlegs i els científics nazis, els homosexuals queien clarament dins de la categoria dels asocials. La campanya d'esterilització duta a terme es va cobrar no menys de 400.000 víctimes en total.
Les primeres lleis sobre l'esterilització de deficients i malalts mentals són del 14 de juliol de 1933, poc després de la presa de poder de Hitler. Inicialment els homosexuals no es van veure afectats, però una llei de novembre d'aquest mateix any, anomenada Llei contra delinqüents habituals perillosos i mesures per a la seva posada en seguretat i millora, oferia la possibilitat als jutges d'ordenar l'esterilització als majors de 21 anys sempre que fossin acusats de «delictes perillosos contra la moralitat». El 1935 es va introduir un paràgraf en la llei que havia de protegir la societat de persones amb malalties hereditàries i que permetia la castració d'homosexuals amb delictes polítics o criminals, encara que solament de forma voluntària. El 1939 es va fer un projecte de llei per al tractament dels asocials, en el qual ja no es parlava d'acte voluntari, sinó que la decisió sobre l'esterilització quedava en mans del jutge; un segon projecte de la mateixa llei de 1943 ordenava la castració en casos en què la «moral pública» ho demandés; un tercer projecte de llei de 1944 ordenava la castració en casos en els quals accions repetides o una «personalitat amb tendència» fossin necessaris per a la seguretat pública. L'evolució de la Guerra no va permetre la introducció d'aquestes reformes i a l'agost de 1944 el Ministeri de Justícia va ordenar que els treballs fossin interromputs. Ja no és possible calcular el seu nombre exacte, però molts dels homosexuals que havien estat detinguts, empresonats o traslladats a camps de concentració van ser alliberats i enviats al front, ja que la situació de guerra total obligava a l'ocupació de tots els homes.
En el cas dels homosexuals es va emprar sovint la castració o Entmannung (literalment «desmasculinització»), com agradava dir als nazis. L'objectiu no era evitar la reproducció, sinó eliminar l'impuls homosexual, és a dir, la «cura». Malgrat que encara no hi havia una base legal, molts metges es van oferir a «tractar» a homosexuals en bé de la societat, acceptant com mal menor les possibles conseqüències en la salut dels «pacients». Molt actius en aquest camp van ser el Dr. metge Gustav Boeters, conseller ministerial a Zwickau, i el Dr. metge Carl-Heinz Rodenberg, director científic de la Reichszentrale zur Bekämpfung der Homosexualität und der Abtreibung (Central del Reich per a la Lluita contra l'Homosexualitat i l'Avortament). Boeters, que des de 1924 havia estat ordenant esterilitzacions de disminuïts psíquics, admetia en un article publicat el 1934 haver ordenat castrar a uns 60 «delinqüents morals», fins i tot abans que la llei ho permetés. El nombre de castracions realitzades d'aquesta forma incontrolada no és conegut, igual que tampoc ho és el nombre de «voluntaris» que van ser castrats segons la llei de juliol de 1935, encara que a la fi de 1935 el Reichsgesundheitsamt afirmava que «solament» 87 homes havien accedit. Dels castrats segons la llei de 1933, a la fi de 1940, sumaven 2.000 homes.
El cas més extrem va ser el del Dr. Carl Vaernet, SS-Sturmbahnführer i endocrinòleg danès. Vaernet, que afirmava poder guarir l'homosexualitat amb una glàndula patentada per ell, va aconseguir el suport del cap de la Creu Roja alemanya, el Prof. Dr. Ernst Robert Grawitz, i del propi Himmler per realitzar una sèrie d'experiments amb presos del camp de concentració de Buchenwald. Els experiments es van dur a terme a partir de l'estiu de 1944, implantant-se a la zona de l'engonal a 15 presos, la majoria homosexuals, una glàndula que alliberava una hormona sexual masculina artificial. Dos dels presos van morir per complicacions posteriors.

## Camps de concentració

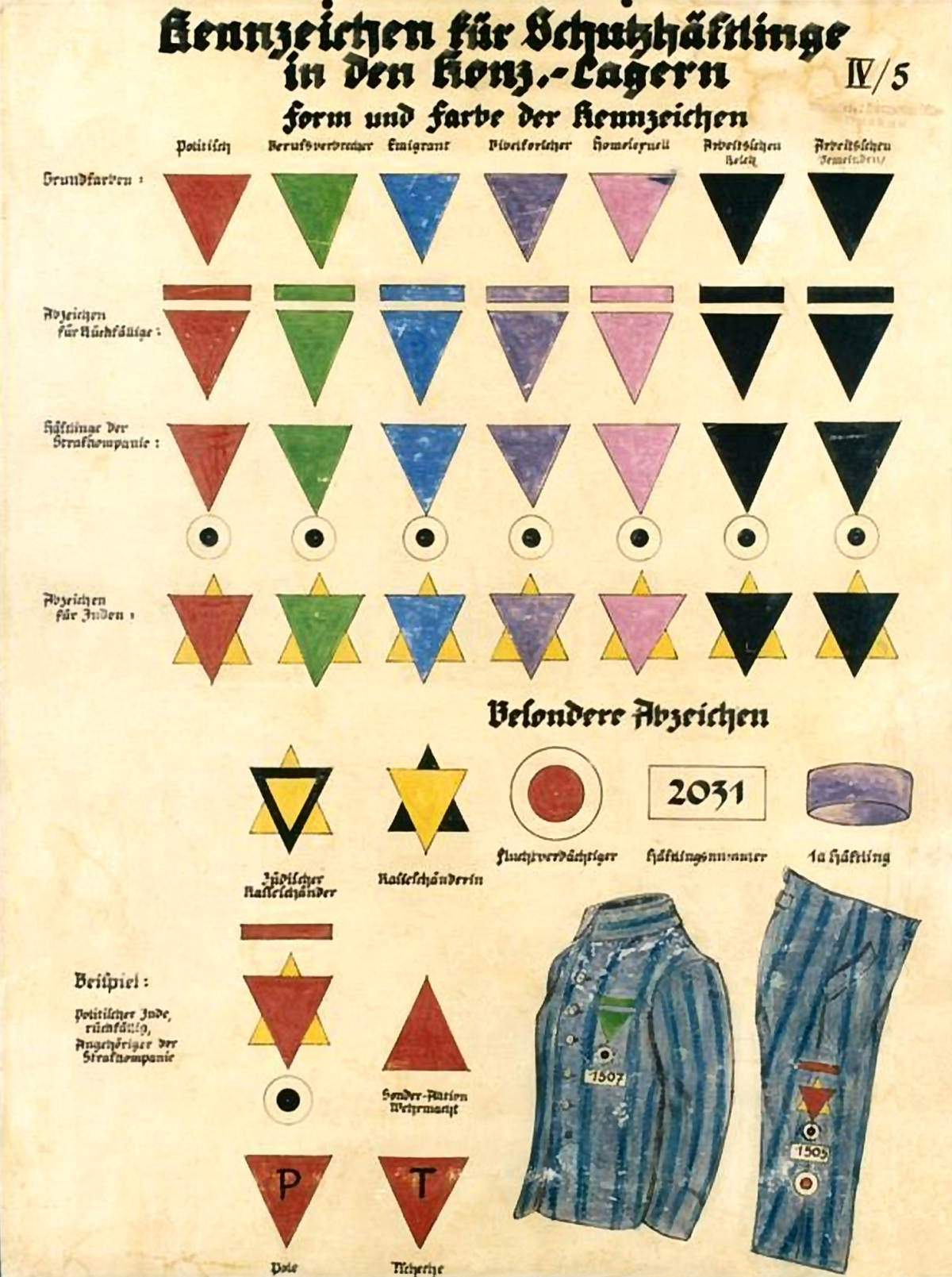
Cartilla de descripció del marcat de presoners en els camps de concentració. Els presoners homosexuals eren marcats amb un triangle rosa.

Es calcula que entre 5.000 i 15.000 homes van ser enviats a camps de concentració per delictes d'homosexualitat, una minúscula part del total de presos que es calcula en més de quatre milions. Els presos eren marcats amb un triangle rosa i formaven la casta més baixa dins dels camps, la qual cosa implicava que tinguessin la taxa de mortalitat especialment alta.
En un informe de 1945 titulat La situació dels homosexuals en el camp de concentració de Buchenwald realitzat per l'oficial jueu nord-americà Albert Rosenberg després de l'alliberament del camp de concentració de Buchenwald, apareix el recompte de Ferdinand Röhmhild, pres número 1.243, un escriptor nascut a Frankfurt del Main el 1903. Explica Röhmhild que fins a l'any 1938 els homosexuals se situaven en els barracons de presos polítics i portaven una existència relativament discreta. A l'octubre de 1938 se'ls va aïllar en un bloc propi envoltat de filferro d'arç, en una companyia de càstig pròpia; havien de treballar a la pedrera, el treball més dur. La mescla de persones d'origen molt diferent, incloent criminals, dins del bloc, feia la vida especialment difícil, ja que les SS tendien a donar el lloc de kapo als més sàdics. H.D., pres nascut el 1938 i que va ingressar el 1941 a Buchenwald, explica del kapo Müller la següent història. Després que arribés un jove jueu de bona família i ben alimentat, el va torturar terriblement, obligant-lo finalment a penjar-se amb els seus propis tirants. Després del trencament dels tirants, el va despertar a cops, el va obligar a reparar els tirants i a penjar-se de nou. Després de la mort, va obrir la bragueta al cadàver, encara penjat, per mostrar l'erecció i fer comentaris obscens als quals s'apropaven. La història pot donar una idea de les condicions en les quals vivien els presos. Els vigilants de les SS de vegades declaraven com a «homosexuals» a presos als quals volien perjudicar i contra els quals no podien emprar altres raons: la simple sospita d'homosexualitat bastava i era pràcticament equivalent a la pena de mort. Els homosexuals, considerats com els «de menys valor» d'entre els presos, eren sovint seleccionats per anar als camps d'extermini de Mauthausen, Natzweiler o Groß-Rosen, o per realitzar treballs que implicaven la mort. Cap a l'any 1942 es van suavitzar lleugerament les condicions a Buchenwald; d'una banda, la falta de mà d'obra a Alemanya obligava als responsables dels camps a tenir més cura, i per una altra, es va aconseguir treure poder a les SS.
Les condicions van ser similars en el camp de concentració de Dachau. Els primers presos homosexuals del camp provenien de batudes realitzades a Baviera, basades en les dades de les llistes roses. S'ha pogut demostrar que del total de presos de Dachau, 585 eren homosexuals, un 0,25%, però només 386 portaven el triangle rosa; altres 202 portaven el triangle verd. La seva taxa de mortalitat se situava en el 32,2%, significativament major que la taxa general, que se situava en el 20,7%. Aquesta xifra ha de matisar-se, ja que els presos que van entrar abans de 1936 solien ser alliberats després de 24 mesos de presó, però gairebé la meitat d'aquells que van entrar després de 1942 van morir pocs mesos després de la seva arribada. Igual que a Buchenwald, les duríssimes condicions de vida, l'aïllament dels altres presos i els treballs forçats especialment durs van ser les causes principals, però també va haver-hi morts degudes als experiments mèdics, de les quals no es conserva massa documentació; dels experiments sobre malària s'han conservat els informes, que mostren que, si d'entre els presos normals se seleccionava a un de cada 200 per a la realització d'aquests experiments, dels presos amb el triangle rosa se seleccionava a un de cada 30. I malgrat tot, Dachau és el camp de concentració que mostra una major taxa de supervivència d'entre els presos amb el triangle rosa, un 40%.
La sort dels homosexuals dins dels camps de concentració amb prou feines ha tingut tractament dins de la literatura especialitzada, continuant una tradició de discriminació que no es va interrompre després de la Guerra. En dues monografies sobre els camps de concentració editades el 1993, ambdues de més de 350 pàgines, només s'esmenta als homosexuals en quatre línies d'una d'elles. No va ser fins a la primavera de l'any 2000 que es va realitzar la primera exposició sobre els presos homosexuals a Alemanya, en aquest cas, en el camp de concentració de Sachsenhausen. Després de la Guerra, existeixen dos testimoniatges principals que han relatat en primera persona les seves experiències en els camps de concentració. Van ser Heinz Heger, el primer a editar la seva història el 1972, quan el tema encara era desconegut per al públic, i Pierre Seel, que va esperar fins a l'any 1994 per publicar les seves memòries. Uns altres van parlar en el documental "Paragraph 175" de les seves experiències. L'últim a fer-ho ha estat Rudolf Brazda.

## El lesbianisme sota el III Reich
En general, es pot afirmar que el lesbianisme com a tal no va ser perseguit pel sistema, tot i que juristes aïllats demanaven un càstig i que el moviment lèsbic i feminista fos prohibit. Existeixen informes de casos individuals de dones lesbianes que van ser segrestades i portades a prostíbuls en els camps de concentració, però els fets són tan vagues ―i en alguns casos contradictoris― que s'ha dubtat de la seva autenticitat. Naturalment va haver-hi lesbianes en els camps de concentració, però condemnades per altres delictes.
El nazisme era tan patriarcal que el 1942 el Ministeri de Justícia encara deia el següent:
| «                                     | Die gleichgeschlechtliche Betätigung zwischen Frauen ist - abgesehen von Dirnenkreisen - nicht sota verbreitet wie bei Männern und entzieht sich angesichts der innigeren Umgangsformen donis gesellschaftlichen Verkehrs zwischen Frauen mehr der Beobachtung der Öffentlichkeit. Die damit verbundene größere Schwierigkeit der Feststellung solcher Handlungen würde die Gefahr unberechtigter Anzeigen und Untersuchungen in sich Tragen. Der wichtige Grund für die Strafbarkeit der Unzucht zwischen Männern, der in der Verfälschung donis öffentlichen Lebens durch die Schaffung von persönlichen Abhängigkeitsverhältnissen liegt, trifft bei Frauen wegen ihrer weniger dt.ßgebenden Stellung in staatlichen und öffentlichen Ämtern nicht zu. Endlich sind auch Frauen, die sich einem widernatürlichen Verkehr hingeben, nicht in dem Dt.ßi wie homosexuelle Männer für immer als Zeugungsfaktoren verloren. Da sie sich erfahrungsgemäß oft später wieder einem normalen Verkehr zuwenden. | Els actes homosexuals entre les dones no estan tan estesos com entre els homes ―amb l'excepció dels cercles de prostitutes― i s'oculten més de la vista del públic, a causa de les formes de socialització menys públiques de les dones. La major dificultat que, per tant, comporta el descobriment d'aquestes accions, implicaria el perill de denúncies i recerques injustes. La raó principal per a la criminalització de la luxúria entre homes es troba en l'adulteració de la vida pública a causa de les relacions de dependència que es creen, raó que no es pot aplicar a les dones per la seva menor rellevància en els càrrecs públics. Finalment, les dones que s'abandonen a les relacions antinaturals no estan perdudes per sempre per a la reproducció en el grau en el qual ho estan els homes homosexuals, ja que, com demostra l'experiència, sovint tornen més tard a una relació normal. | » |
| — Reichsministerium für Justiz (1942) | | |   |

Les dificultats de les lesbianes durant la Guerra van ser degudes a l'amenaça de persecució, que va produir una gran inseguretat, i sobretot a la prohibició de realitzar treballs «de prestigi» a les dones. Totes les dones van quedar en conseqüència relegades a mà d'obra barata, la qual cosa en el cas de les lesbianes, sense l'ajuda del sou d'un marit, va ser especialment dur per a la seva supervivència. I així i tot, el «club de bitlles» Die lustige Neun («El nou divertit»), creat a Berlín el 1924, va aconseguir organitzar festes de lesbianes en les quals participaven entre 200 i 300 dones almenys fins a l'abril de 1940. No se sap si les festes, conegudes per les descripcions de les actes de la Gestapo que les vigilava de prop, van continuar durant els anys de la Guerra; el cas és que se'n perd el rastre.
La situació a Àustria, on l'homosexualitat femenina era il·legal, ha estat estudiada per Claudia Schoppmann, que ha revisat les actes dels judicis. La seva conclusió és que el nombre de judicis i els càstigs impartits van ser poc importants, ja que en la majoria dels casos no es va arribar ni tan sols a imposar la pena mínima prevista per la llei i sovint es concedia la llibertat condicional.

## La postguerra
Després de perdre Alemanya la Segona Guerra Mundial el 1945, les potències aliades van alliberar a tots els presos dels camps de concentració i van ordenar l'eliminació de totes les lleis contaminades per la ideologia nazi. En el cas de l'article 175, inicialment es va mantenir la versió de 1935 redactada pel govern de Hitler i el 1946 les potències van deixar a la mà dels governs locals dels länder la decisió de modificar o no l'article. Els diferents estats federats van tractar l'assumpte de formes diferents: per exemple, Turíngia i Saxònia-Anhalt van rebutjar la reforma de 1935. En general, l'homosexualitat va continuar sent un delicte.
Els homosexuals que havien estat detinguts, empresonats o enviats a camps de concentració van ser tractats com a criminals i no com a víctimes. Els que es trobaven a la presó van haver d'acabar les seves condemnes. Fins i tot alguns dels alliberats dels camps de concentració van ser detinguts de nou i van haver d'acabar les seves condemnes a la presó, independentment del temps que haguessin passat en «detenció preventiva» en camps de concentració.
El 1948 l'associació de perseguits pel règim nazi Vereinigung der Verfolgten des Naziregimes de la zona d'ocupació soviètica es va negar a reconèixer als homosexuals com a víctimes del nazisme i un any més tard va rebutjar la sol·licitud d'ingrés d'un homosexual que havia passat pels camps de concentració. Fets com aquest es repetirien més tard tant a l'Alemanya occidental com a l'oriental. Els homosexuals van ser ignorats en pràcticament tots els monuments, estudis i museus, i ni van ser esmentats en els judicis de Nuremberg. Cap dels presoners del triangle rosa va rebre una compensació de l'estat alemany; el temps passat a la presó i en els camps de concentració ni tan sols va ser comptabilitzat per a la seva jubilació.

## Reconeixement en l'actualitat
Els homosexuals van ser l'últim grup de víctimes del nazisme a ser reconegut, el 1985, i no va ser fins al 2002 que el govern alemany va anul·lar les sentències nazis (anteriors a 1945; les posteriors mai han estat anul·lades) i va demanar disculpes oficialment a la comunitat gai. Un exemple de la resistència a reconèixer als homosexuals com a víctimes és la placa commemorativa de pedra que grups LGBT havien pagat de la seva butxaca perquè fos col·locada en el Camp de concentració de Dachau. La pedra va haver de conservar-se en una església de Dachau fins que, deu anys després, els homosexuals van ser acceptats com a víctimes i es va traslladar al camp mateix.
Algunes ciutats han erigit monuments per recordar als milers d'homosexuals que van ser assassinats durant l'Holocaust. Els principals es troben a Berlín, Frankfurt i Colònia a Alemanya; i a Amsterdam, San Francisco i Barcelona.
El Parlament Europeu va marcar l'aniversari de l'Holocaust en el 2005 amb un minut de silenci i el pas de la següent resolució:
| « | El camp d'extermini d'Auschwitz-Birkenau, on centenars de milers de jueus, gitanos, homosexuals, polonesos i altres presoners de diverses nacionalitats van ser assassinats, no només és una bona ocasió per condemnar i recordar als ciutadans europeus l'immens horror i la tragèdia de l'Holocaust, però també per esmentar l'inquietant increment de l'antisemitisme i especialment dels incidents antisemites a Europa, i per aprendre de nou la lliçó sobre els perills de perseguir a les persones per la seva raça, origen ètnic, religió, opinió política o orientació sexual. | » |